# Melitaea phoebina
Melitaea phoebina är en fjärilsart som beskrevs av Turati 1921. Melitaea phoebina ingår i släktet Melitaea och familjen praktfjärilar. Inga underarter finns listade i Catalogue of Life.